# 英國鋼鐵股份
英國鋼鐵股份有限公司，簡稱英國鋼鐵股份，以及英國鋼鐵（英語：British Steel PLC），在1967年，由14家當時英國鋼鐵企業組成前身為「英國鋼鐵公司」，包括英聯鋼鐵公司、康斯特鋼鐵公司、柏門鋼鐵公司、威爾斯鋼鐵公司等有關企業，當時是英國國有鋼鐵企業之一，也就是由英國工黨哈羅德·威爾遜安排轉為國有企業
曾是富時100指數成份股，而員工當時為268,000人，而分佈地區當時為英國、澳大利亞、新西蘭、加拿大等國家。
1988年，英國鋼鐵正式被當時英國首相撒切尔夫人批准成為私營化，並進行公開招股。1999年，被荷蘭鋼鐵公司進行合併，成為今天的柯以斯集團股份有限公司（塔塔鋼鐵歐洲股份有限公司前身）。2007年3月，印度鋼鐵巨企塔塔鋼鐵買下柯以斯集團。2020年，敬业集团再從塔塔鋼鐵買下了英國鋼鐵。

## 連結
- TataSteelEurope.com （页面存档备份，存于）